# Haunted by You
«Haunted by You» es una canción de la banda británica de rock alternativo Gene. Fue publicada el 20 de febrero de 1995 como el segundo sencillo de su primer álbum de estudio, Olympian.

## Recepción de la crítica
Un escritor no especificado de Music Week le dio a la canción una calificación de 4 sobre 5, y elogió su “melodía alegre y coro memorable”.

## Posicionamiento
| Gráfica (1995)                 | Pico de posición |
| ------------------------------ | ---------------- |
| Reino Unido (UK Singles Chart) | 32               |

## Historial de lanzamientos
| Región      | Fecha                 | Formato(s)       | Discográfica | Ref.  |
| ----------- | --------------------- | ---------------- | ------------ | ----- |
| Reino Unido | 20 de febrero de 1995 | 7-inch CD casete | Costermonger | [ 2 ] |